# Johann Baptist von Zahlhaas
Johann Baptist Ritter von Zahlhaas, genannt Neufeld, (28. September 1787 in Wien – 30. Dezember 1870 ebenda) war ein österreichischer Theaterschauspieler, Sänger (Bass), Dichter, Übersetzer, Librettist, Theaterregisseur und -direktor.

## Leben
Zahlhaas, Bruder des Schauspielers Carl von Zahlhaas, ging frühzeitig unter dem Namen „Neufeld“ zum Theater und wurde Mitglied des Hofburgtheaters. Im August 1817 kam er nach Leipzig, wo er bis 1821 Charakter- und Väterrollen aller Art spielte. Er war dort auch als Theaterdichter, Librettist, Übersetzer und Sänger kleinerer Basspartien tätig.
Er hielt es nirgends lange aus. So wirkte er 1821 und 1822 in Mannheim, gastierte (vermutlich) im Winter 1821/22 bei Wilhelm Gerstel in Dessau, wurde 1822 Mitdirektor neben Franz Mejo des Theaters in Bremen und obzwar er reichen Beifall fand, verließ er diesen Wirkungskreis und wurde nach Gastspielen im Februar/März 1825 Hofschauspieler in Dresden bis 1829, von dort aus gastierte er im Mai 1826 an alter Wirkungsstätte in Bremen.
Im April 1829 hatte er Gastauftritte in Leipzig und ab Juli 1829 am Hoftheater Darmstadt. 1830 wollte er Deutschland verlassen und nach Paris übersiedeln, wurde aber in Brüssel und Düsseldorf engagiert. Im September/Oktober 1832 gab er ein Gastspiel am Hofburgtheater und war von 1833 bis 1834 Regisseur am Theater Nürnberg.
Danach lebte er u. a. in Leipzig (1834–1836), Berlin und Oldenburg, bevor er ab 1. Januar 1842 Regisseur, ab 1. April 1842 bis 1844 Direktor des Hoftheaters Sondershausen wurde. In Sondershausen spielt er auch Heldenväter und Charakterrollen.
Anschließend wohnte er in Lucka bei Altenburg, bevor er zuletzt in Wien lebte, wo er auch starb.
Zahlhaas machte sich weniger als darstellender Künstler denn als Theaterdichter bekannt, seine Trauerspiele und historischen Schauspiele wurden gern gespielt. Seine dramatischen Arbeiten zeichneten sich hauptsächlich durch scharfe Charakterzeichnung, lebhaften Dialog und genaue Kenntnis des theatralischen Effekts aus.
Ein besonderes Verdienst um die deutsche Bühne hat sich Zahlhaas mit der Übersetzung und Bearbeitung von Shakespeares König Lear und Calderons Das Leben ist ein Traum erworben.
Er war vermutlich zweimal verheiratet, einmal mit einer namentlich nicht bekannten Frau. Aus dieser Ehe ging seine Tochter Johanna hervor, die als Schauspielerin unter dem Namen Johanna Gabillon bekannt wurde. Der Grund für das Ende der Ehe (Tod, Scheidung) ist nicht bekannt. Am 6. August 1823 heiratete er in Bremen Henriette Charlotte Erhard. Seine zweite (?) Tochter Rieke war während seiner Dresdner Zeit Pflegekind bei Caroline von Weber in Hosterwitz.

## Werke
- 1816: Dir wie mir, komische Oper von Johann Nepomuk von Poißl; Libretto, komponiert 1816, nicht aufgeführt
- 1819: Heinrich von Anjou: Trauerspiel in fünf Aufzügen. Voß, Leipzig 1819 (232 S., Digitalisat).
- 1820: Thassilo der Zweite, Herzog von Baiern: Trauerspiel in fünf Aufzügen. Hartmann, Leipzig 1820 (235 S.).
- 1824: Maria Louise von Orleans: Schauspiel in fünf Aufzügen. Heyse, Bremen 1824 (143 S.).
- 1824: Der Bruder: Trauerspiel in vier Aufzügen. Heyse, Bremen 1824 (102 S.).
- 1833: Jakobe von Baden: Schauspiel in fünf Aufzügen nebst einem Vorspiel, genannt: Die Verlobung. Leske, Darmstadt 1833 (160 S.).
- 1833: Karl von Bourbon: historisches Schauspiel in fünf Aufzügen. Leske, Darmstadt 1833 (140 S.).
- 1846: Ludwig der Vierzehnte und sein Hof: Historisches Lustspiel in 4 Aufzügen. Andrä, Leipzig 1846 (68 S.).